# 화학식

분자식과 다양한 구조식 그리고 그래픽 모델

화학식(化學式, 영어: chemical formula)은 특정한 화합물을 구성하고 있는 원자, 그리고 구성 원자들의 화학 반응에서 상호관계를 나타내는 방법 중 하나이다. 분자에 대해서는 분자식(分子式, 영어: molecular formula)이라고도 한다. 분자식은 구성 원소를 원소 기호를 이용하여 나타내고, 또한 한 분자에 각각의 원소에 해당하는 원자가 몇 개씩 존재하는지를 표시해 준다. 분자가 특정 원소에 해당하는 원자를 두 개 이상 포함하고 있을 경우 원자의 수를 원소 기호 뒤에 아래첨자로 표기한다. 이온성 화합물이나 비분자성 화합물의 경우 아래첨자는 실험식에서 원소의 존재 비율을 뜻한다.
화학식을 적는 방법은 19세기 스웨덴의 화학자 옌스 야코브 베르셀리우스가 고안하였다.

## 분자식과 구조식
한 개의 탄소 원자와 이와 결합하고 있는 네 개의 수소 원자를 가지고 있는 메탄(다른말로 메테인)을 예로 들자면 화학식은 다음과 같이 표기한다.
CH4
여섯 개의 탄소 원자, 열두 개의 수소 원자, 그리고 여섯 개의 산소 원자를 가지고 있는 포도당의 화학식은 다음과 같이 표기한다.
C6H12O6
화학식은 반드시 특정한 이성질체를 가리키는 것은 아니지만, 화합물에서 결합의 종류와 공간적 배치에 대한 정보를 제공한다. 예를 들어, 에탄은 단일결합으로 이어진 두 개의 탄소 원자를 가지고 있고, 각각의 탄소는 세 개의 수소 원자와 결합하고 있다. 에탄의 화학식은 CH3CH3로 표시할 수 있다. 에틸렌(에텐)은 두 탄소 원자가 이중결합으로 연결되어 있고, 이로 인하여 각각의 탄소는 두 개의 수소 원자와 결합되어 있다. 따라서 에틸렌의 화학식은 CH2CH2로 나타난다. 탄소의 최외각전자가 네 개이기 때문에 탄소 사이에 이중결합이 존재한다는 것은 확실해진다. 그러나 더 정확한 표기로는 H2C=CH2가 있고, 간혹 H2C::CH2로 나타내기도 한다. 두 개의 직선이나 두 쌍의 점은 두 원자 사이에 이중결합이 존재함을 뜻한다.
삼중결합은 세 개의 직선이나 세 쌍의 점으로 나타내고 혼동의 여지가 있을 경우 단일결합을 한 개의 직선이나 한 쌍의 점으로 나타내기도 한다.
여러 개의 동일한 작용기를 가진 분자는 다음과 같은 방법으로 표시되기도 한다.
(CH3)3CH
이는 같은 수의 원자를 사용해서 만들어진 다른 분자, 즉 이성질체와는 다른 이 분자만의 구조를 나타내 준다. 분자식 (CH3)3CH는 다음 그림과 같이 세 개의 탄소 원자가 사슬 형태로 연결되어 있고, 가운데의 탄소 원자가 다른 탄소 원자와 연결되어 있는 형태를 나타낸다.
탄소 원자들의 남은 최외각 전자는 모두 수소 원자와 결합되어 있다. (수소 원자는 그림에 나타나 있지 않다.) 그러나 같은 숫자의 원자들(수소 원자 10개와 탄소 원자 4개, C4H10)이 CH3CH2CH2CH3와 같이 사슬 형태로 연결되어 있을 수 있다.
알켄의 일종인 2-부텐은 화학식 CH3CH=CHCH3로 구분하지 못하는 두 종류의 이성질체를 가지고 있다. 이 경우 두 메틸기의 상대적인 위치에 따라 추가적인 표기가 필요하다. 두 메틸기가 이중결합에 대해 같은 방향에 존재할 경우 시스형, 또는 Z형이라 부르며 두 메틸기가 이중결합에 대해 반대 방향에 존재할 경우 트랜스형, 또는 E형이라 부른다.
한편 이러한 분자식에 기반한 구조적인 정보를 담는 구조식(構造式)은 분자식을 화학 기호로 풀어서 분자 화합물을 이루고 있는 각 원소들의 결합이나 배열 상태를 원소 기호와 결합 기호를 써서 도식적으로 나타낸 것으로 예를 들면 물을 ‘H-O-H’로 나타내는 따위를 이른다. 그러나 현대에는 보다 기하적이고 그래픽적인 접근에서 이를 표현하는 3D 그래픽 모델(3D Conformer Model)이나 평면적인 화학적 2차원 구조(2D Chemical Structure)뿐만아니라 크리스탈 구조 모델(Crystal  Structure Model)등이 연구 및 실험조건 , 데이터베이스(DB) 등을 위해 선호된다.

## 중합체
중합체의 경우 반복되는 원자단에 괄호를 씌우는 방법으로 표기한다. 다음과 같이 표기되는 탄화수소 분자를 예로 들 수 있다.
CH3(CH2)50CH3
이 경우 CH2가 50번 반복된다는 사실을 알 수 있다. 만약 반복의 수가 알 수 없거나 다양하다면 다음과 같이 숫자 대신에 문자 n을 사용한다.
CH3(CH2)nCH3

## 이온
이온을 표기할 때, 특정한 원자의 전하는 원자 기호의 오른쪽에 위첨자로 표기한다. 예를 들면 +1가의 전하를 띠는 나트륨 이온은 Na+으로 표기하며, +2가의 전하를 띠는 구리 이온은 Cu2+로 표기한다. 다원자 이온의 경우 전하는 다음과 같이 표기한다.
H3O+, SO42-
좀 더 복잡한 이온의 경우 대괄호를 [B12H12]2-와 같이 이온식 전체에 씌운다. 특정한 원자단이 반복되는 경우 [Co(NH3)6]3+과 같이 둥근 괄호를 사용할 수 있다. 이 경우 (NH3)6는 이온이 여섯 개의 NH3를 가지고 있다는 것을 알려주고, 대괄호는 이온 전체가 +3가의 전하를 가지고 있다는 것을 지칭한다.
이온 반응에서 실제로 반응에 참여한 이온들로만 나타낸 화학 반응식을 알짜 이온 반응식이라 한다. 예를 들어 염화나트륨 수용액과 질산은 수용액이 반응하여 염화은 흰색 앙금이 생성되는 경우,
NaCl(aq) + AgNO3(aq) → AgCl(s) ↓ + NaNO3(aq)
여기서 실제로 반응에 참여한 이온은 Ag+, Cl-이고, 알짜 이온 반응식은
Ag+(aq) + Cl-(aq) → AgCl(s) ↓

## 동위 원소
서로 다른 동위 원소는 원소 기호의 왼쪽에 위첨자로 질량수를 나타내는 방법으로 표기한다. 예를 들어 방사성 동위 원소인 질량수 32의 인이 포함된 인산 이온은 32PO43-으로 표기한다.
원소 기호의 왼쪽에 적힌 아래첨자는 원자 번호를 뜻한다. 예를 들어 8O2는 산소 분자를 의미하고, 168O2는 산소 분자 중 가장 많은 비율을 차지하는 질량수 16인 산소 원자로만 이루어진 분자를 의미한다. 이는 핵반응의 반응식을 적는 데 있어서 전하의 균형을 더 명확하게 드러낸다는 점에서 편리하다.

## 실험식
실험식은 화합물에 존재하는 원소의 비율을 표시한다. CaCl2와 같이 이온 화합물의 화학식을 나타낼 때는 주로 실험식을 사용한다. SiO2와 같은 거대 분자의 화학식을 나타낼 때도 실험식을 사용한다. 실험식은 이성질체, 분자의 구조, 원자의 정확한 수에 대한 정보는 포함하고 있지 않다.
예를 들어 헥세인의 분자식은 C6H14이고 이를 좀 더 구조가 잘 드러나도록 CH3CH2CH2CH2CH2CH3으로도 나타낼 수 있다. 분자식을 통하여 헥세인은 여섯 개의 탄소 원자와 14개의 수소 원자로 이루어진 긴 사슬 모양이라는 것을 알 수 있다. 그러나 헥세인의 실험식은 C3H7으로 이러한 정보를 나타내지 못한다. 마찬가지로 분자식이 H2O2인 과산화 수소의 실험식은 HO로, 이는 수소와 산소가 1:1의 비율로 존재한다는 사실만 나타낸다.

## 시성식
시성식은 분자식과 구조식을 절충한 화학식이다. 즉 시성식은 구조식의 구조를 문자로 간단히 하였다고 할 수 있다. 예를 들어, 아세트산은 다음과 같이 표기하는 경우가 매우 많다. 따라서 구조식에서 볼 수 있는 작용기의 성질이 분자식에서 표현될수있다.
CH3COOH
이것은 아세트산의 구조식을 간단히 한 것이다. 아세트산의 구조식을 보면, 메틸기 CH3와 카복시기 COOH가 있는데, 이것을 문자로 바꿔 그대로 쓴 것이다.
실제로 화학식을 표기할 때 그 화합물의 성질을 지배하는 작용기를 기준으로 표현할 수 있는 시성식이 많이 유용하게 사용된다.

## 갇힌 원자
@는 어떤 원자 혹은 분자가 화학적으로는 결합되지 않았으나 다른 분자에 의해서 갇혀있음을 의미한다. 이러한 표기는 1990년대 풀러렌의 발견으로 유명해졌다. 대표적인 예로는 란타넘 원자가 풀러렌에 의해서 갇힌 La@C60, La@C82를 들 수 있다. 풀러렌을 제외한 다른 예로는 [As@Ni12As20]3-이 있다. 이는 비소 원자가 32개의 원자들에 의해 갇힌 것을 뜻한다.

## 비화학량론적 화학식
화학식의 표기에는 주로 정수가 사용되나 비화학량론적 화합물의 경우 작은 정수로는 구성성분의 비를 나타낼 수 없다. 따라서 이런 경우 화학식은 실수를 사용해서 표기하게 된다. 대표적인 예로는 Fe0.95O이 있다. 비율이 다양한 경우 Fe1–xO와 같이 문자를 사용해서 표기하는 경우도 있다. 이때 x는 1보다 작은 수이다.

## 유기 화합물의 일반식
최소 단위의 증가로 서로 관계를 이루는 화합물을 나타낼 때 일반식을 사용한다. 예를 들어 알케인의 일반식은 CnH2n+2이다. 이러한 화합물들의 집합을 동족계열이라 한다. 일반식을 나타낼 때는 힐 방식이 가장 많이 사용된다.

## 힐 방식
힐 방식은 화학식을 적을 때 탄소 원자의 수를 먼저 적고 그 후 수소 원자의 수를 적은 후 나머지 다른 원소를 알파벳순으로 적는 방식이다. 만일 화학식이 탄소를 포함하지 않는다면 수소를 포함한 모든 원소를 알파벳순으로 적는다. 예를 들어 브로모에테인은 C2H5Br로 나타낸다.

## 참고 문헌
- R. S. Petrucci et al., General Chemistry, 8th Edition, Upper Saddle River:Prentice-Hall, 2002.

## 같이 보기
- 주기율표
- 원소 기호